# Miki Yamane
Miki Yamane (山根 視来 Yamane Miki?, Kanagawa, 22 de diciembre de 1993) es un futbolista japonés que juega como defensa en Los Angeles Galaxy de la Major League Soccer.

## Trayectoria

### Clubes
| Club               | País           | Año       |
| ------------------ | -------------- | --------- |
| Shonan Bellmare    | Japón          | 2016-2019 |
| Kawasaki Frontale  | Japón          | 2020-2024 |
| Los Angeles Galaxy | Estados Unidos | 2024-     |

## Selección nacional

### Participaciones en Copas del Mundo
| Mundial      | Sede  | Resultado        | Partidos | Goles |
| ------------ | ----- | ---------------- | -------- | ----- |
| Mundial 2022 | Catar | Octavos de final | 1        | 0     |

## Palmarés

### Títulos nacionales
| Título              | Club               | País           | Año  |
| ------------------- | ------------------ | -------------- | ---- |
| J2 League           | Shonan Bellmare    | Japón          | 2017 |
| Copa J. League      | Shonan Bellmare    | Japón          | 2018 |
| J1 League           | Kawasaki Frontale  | Japón          | 2020 |
| Copa del Emperador  | Kawasaki Frontale  | Japón          | 2020 |
| Supercopa de Japón  | Kawasaki Frontale  | Japón          | 2021 |
| J1 League           | Kawasaki Frontale  | Japón          | 2021 |
| Copa del Emperador  | Kawasaki Frontale  | Japón          | 2023 |
| Major League Soccer | Los Angeles Galaxy | Estados Unidos | 2024 |

### Títulos internacionales
| Título                                | Club (*)           | País  | Año  |
| ------------------------------------- | ------------------ | ----- | ---- |
| Campeonato de Fútbol de Asia Oriental | Selección de Japón | Japón | 2022 |

(*) Incluyendo la selección.